# 鷹山 (小惑星)
鷹山（ようざん、7992 Yozan）は、小惑星帯に位置する小惑星。愛知県東海市の天文家、古田俊正が発見した。
東海市と米沢市が姉妹都市であることから、出羽国米沢藩の藩主で、江戸時代屈指の名君として知られる上杉治憲（鷹山）にちなんで命名された。